# Nazionale maschile di hockey su ghiaccio degli Emirati Arabi Uniti
La nazionale di hockey su ghiaccio maschile degli Emirati Arabi Uniti è controllata dalla Federazione degli sport su ghiaccio degli Emirati Arabi Uniti, ed è la selezione che rappresenta gli Emirati Arabi Uniti nelle competizioni internazionali di hockey su ghiaccio.